# ماسافومي هارا
ماسافومي هارا (باليابانية: 原 正文) (مواليد 21 ديسمبر 1943)، هو لاعب كرة قدم ياباني سابق كان يلعب كمدافع. سبق له أن لعب مع منتخب اليابان.

## وصلات خارجية
- ماسافومي هارا على موقع ناشيونال فوتبول تيمز (الإنجليزية)

- National Football Teams
- Japan National Football Team Database